# Псалтир Попантов
Псалтир (Салтир) Попантов (Попантонов или Попандонов, изписване до 1945 година: Псалтиръ попъ Андоновъ) е български учител и революционер, деец на Вътрешната македоно-одринска революционна организация.

## Биография
Попантов е роден в Куманово, в Османската империя, днес Северна Македония. Работи като учител в Куманово и е член на околийския комитет на ВМОРО заедно с баща си поп Андон, главния български учител в града Илия Левков, секретаря на митрополитския наместник Трайче Митев, поп Андон, търговеца Зафир Тасев, учителя Зафир Тасев и Ангел Прекoдoлка влиза в Кумановския комитет на ВМОРО. Изпратен е в София със специална мисия от ръководството на районния комитет през есента 1905 година. Попантов обаче е предаден от сръбския свещеник Атанас Петров, арестуван е по пътя за Княжество България от сръбската полиция, жестоко изтезаван е и убит на 6 октомври 1904 година в Ристовац от хора на майор Живоин Рафаилович. Вследствие ВМОРО убива сърбоманския поп Атанас Петров.